# Golijska Moravica
El Golijska Moravica o simplemente Moravica (cirílico serbio: Голијска Моравица o Моравица) es un río del oeste de Serbia. Con una longitud de 98 km, es la cabecera más larga del Morava occidental (nombre que toma en su confluencia con el Đetinja), y por tanto, del Gran Morava. Su nombre, Moravica, significa "pequeño Morava" en serbio, y también da nombre a la región circundante y al moderno distrito de Moravica de Serbia.

## Stari Vla
El Golijska Moravica nace en la ladera occidental del monte Golija y fluye directamente hacia el norte, entre los montes Golija y Javor, a través de la región de Stari Vlah. Aunque la zona del curso bajo está escasamente poblada, hay muchas aldeas en el río, característicamente organizadas en racimos. Más importantes son los pueblos de Sakovići, Gazdovići, Kumanica, Međurečje (donde recibe el Nošnica por la izquierda) y Čitluk.

## Depresión de Ivanjica
El Golijska Morava entra en la depresión de Ivanjica, ubicada entre las montañas de Čemerno al este y Mučanj al oeste. Aquí es donde recibe al Lučka reka por la derecha y al Grabovička reka por la izquierda y pasa a través de la ciudad de Ivanjica, sus suburbios de Bedina Varoš y Šume, la estación terrena de satélite de Prilike y el pueblo de Dubrava. Al final de la depresión, el Golijska Moravica pasa junto al monasterio de Sveti Arhanđeli, mientras continúa hacia el norte.

## Depresión de Arilje y campo de Tašti
Desde la depresión de Ivanjica, el Golijska Moravica desemboca en la depresión de Arilje, situada entre las montañas de Golubac (al este) y Blagaja (al oeste), donde recibe el Trešnjevica por la derecha (en el pueblo de Divljaka), y su principal afluente, el Rzav por la derecha, cerca de la ciudad de Arilje, que a su vez se llamaba Moravica en la época medieval.
En el tramo final, el Golijska Morava llega al campo de Tašti, ubicado entre las montañas de Blagaja, Krstac y Crnokosa, al este de la ciudad de Požega. Cerca del pueblo de Pilatovići, el Golijska Morava se encuentra con el Đetinja y juntos forman el Zapadna Morava, la cabecera más larga del Velika Morava.
El Golijska Moravica drena un área de 1.513 km 2,  pertenece a la zona de drenaje del Mar Negro y no es navegable. No se utiliza el potencial del río para la producción de energía.

## Otras lecturas
- Mala Prosvetina Enciklopedija, Tercera edición (1985); prosveta;ISBN 86-07-00001-2
- JovanĐ. Marković (1990): Enciklopedijski geografski leksikon Jugoslavije ; Svjetlost-Sarajevo;ISBN 86-01-02651-6